# Je suis Bruce Lee
Pour plus de détails, voir Fiche technique et Distribution.
Je suis Bruce Lee (I Am Bruce Lee) est un film documentaire canadien réalisé par Pete McCormack (en), sorti en 2012.
Le film documente la vie de Bruce Lee, acteur et artiste martial, avec des interviews de sa veuve Linda Lee Cadwell et de sa fille Shannon Lee.
Il a remporté trois récompenses aux Leo Awards de 2012 (réalisation, montage et musique).

## Fiche technique
- Titre : Je suis Bruce Lee
- Titre : I Am Bruce Lee
- Réalisation : Pete McCormack
- Scénario : Pete McCormack
- Musique : Schaun Tozer
- Photographie : Ian Kerr
- Montage : Tony Kent
- Production : Adam Scorgie (producteur exécutif)
- Société de production : LeeWay Media et Network Entertainment
- Pays :  Canada
- Genre : Documentaire
- Durée : 94 minutes
- Dates de sortie : 
  -  États-Unis : 9 février 2012